# Нормально замкнені контакти

Умовна познака електромеханічного реле з 4-ма парами нормально розімкнених і однією парою нормально замкнених (клеми 11-12) контактів

Норма́льно за́мкнені конта́кти (НЗ; англ. normally closed contact; NC) — термін, що характеризує стан «замкнено» у неробочому стані основних та додаткових електричних контактів реле, кнопок та інших перемикальних електричних пристроїв.
Перемикальні електричні пристрої зазвичай мають два несиметричних стани. Один стан — активний (робочий), інший — пасивний (неробочий, неактивний). Наприклад, для кнопки активний стан — натиснений, а пасивний — ненатиснений; для контактів реле пасивний стан — при знеструмленій обмотці, а активний — при поданому на обмотку струмі; для температурного реле, що спрацьовує при перевищенні температурою граничного значення пасивний стан — стан контактів при температурі, нижчій за граничну, а активний при температурі, вищій за граничну.

## В електротехніці
Нормально замкнені контакти — це така конструкція контактів в електротехнічному пристрої, яка в неробочому (пасивному) стані має замкнені електричні контакти.
 — умовна познака нормально замкнених (розмикальних) контактів (літерний код SA) на електричних схемах.
Використання таких контактів, наприклад з міркувань безпеки, є у кнопки, яка призначена для вимкнення обладнання (кнопки «Стоп»): у цьому випадку використовується кнопка з нормально замкненими контактами, яка в ненатисненому стані забезпечує подачу електричного струму через замкнуті контакти. При натисканні на кнопку «Стоп» струм короткочасно переривається, що є командою на вимикання пристрою; те ж саме відбувається і при обриві проводів, що під'єднують кнопку. Використання для виключення обладнання кнопки з нормально роз'єднаними контактами є ненадійним, так як при обриві проводів підключення є неможливо задіяти електричне коло й гарантовано вимкнути обладнання.
В електротехніці нормально замкнені контакти ще називають «b»-контактом або розмикальним контактом (англ. «b»-contact; break contact).

## У програмуванні
Термін «нормально замкнений контакт» використовується також як метафора мови програмування релейно-контактної логіки для програмованих логічних контролерів. У цьому випадку для кожного контакту призначається логічна змінна, яка є еквівалентною активному чи пасивному стану. 
Зображення нормально замкнених контактів у програмах:
—[\]— — нормально замкнений контакт (англ. closed contact at rest) є замкненим, якщо логічна змінна має значення «неправда» (англ. FALSE), й розімкнений, якщо логічна змінна має значення «істина» (англ. TRUE).